# Peter From
Peter From, född 8 juli 1964 i Jämsänkoski i Mellersta Finlands län, Finland, är författare, fotograf och IT-konsult.

## Böcker
- Karl XII:s död. Gåtans lösning (Historiska Media, Lund 2005).
- Katastrofen vid Poltava. Karl XII:s ryska fälttåg 1707–1709 (Historiska Media, Lund 2007), även utgiven i polsk översättning 2010.
- Kalabaliken i Bender. Karl XII:s turkiska äventyr (Historiska Media, Lund 2009).